# Джемини (космический корабль)
Джемини (англ. Gemini, «Близнецы») — американский пилотируемый космический корабль. Космические корабли серии «Джемини» продолжили серию кораблей «Меркурий». Производитель корабля — фирма McDonnel Aircraft.

## Конструкция
Корабль «Джемини» конструктивно состоит из двух основных частей — спускаемого аппарата, в котором размещён экипаж, и негерметичного приборно-агрегатного отсека, где находятся двигатели и другое оборудование. 
Форма спускаемого аппарата подобна кораблям серии «Меркурий». Несмотря на некоторое внешнее сходство двух кораблей, «Джемини» значительно превосходит «Меркурий» по возможностям (2 члена экипажа, большее время автономного полёта, возможность маневрирования на орбите, и т. д.).
Технические характеристики корабля: длина — 5,8 метра, максимальный внешний диаметр — 3 метра, масса — в среднем 3810 килограммов.
Для стыковки «Джемини» с ракетой «Аджена» были созданы специальные стыковочные агрегаты, устраняющие эффект отдачи. Связка «корабль-ракета», образующаяся после стыковки, могла маневрировать в космосе

## История запусков
Корабль выводился на орбиту ракетой-носителем Titan II. На момент появления «Джемини» был самым длинным (длина "Востока" без антенн - 4,4 м) космическим кораблём.
Первый запуск корабля состоялся 8 апреля 1964 года, а первый пилотируемый запуск — 23 марта 1965 года. Всего было произведено 12 успешных запусков.
Последний запуск состоялся 11 ноября 1966 года.

## Галерея

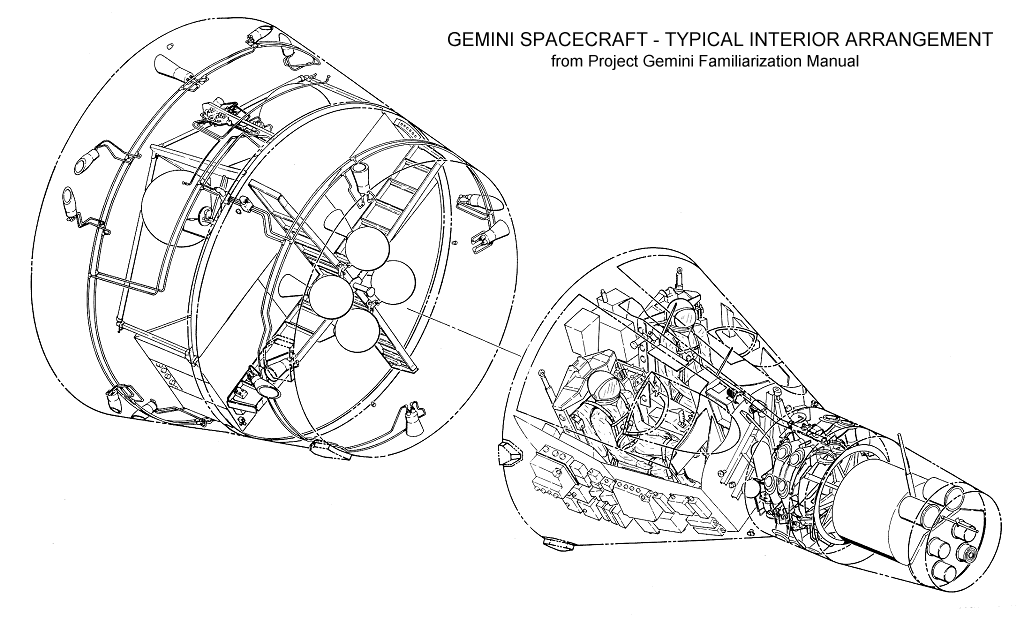
Схема космического корабля «Джемини». Спускаемый аппарат и приборно-агрегатный отсек показаны отдельно
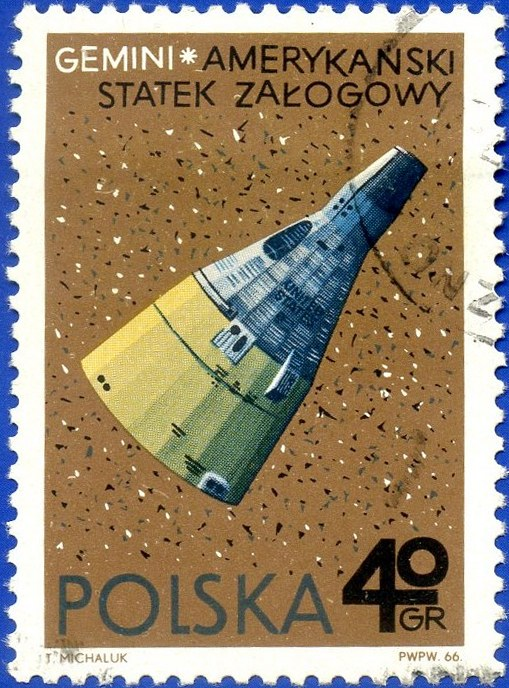
Почтовая марка Польши, посвящённая космическому полёту корабля Gemini (1966)